# Platycodon grandiflorus
Platycodon grandiflorus (Jacq.) A.DC. è una pianta erbacea perenne della famiglia delle Campanulaceae, ed è l'unica specie del genere Platycodon (il cui nome deriva dal greco antico πλατύς "ampio" κώδων "campana"). Essa è originaria dell'Estremo Oriente (Cina, Corea, Giappone e dell'Estremo Oriente russo).

## Descrizione
Cresce fino a 60 centimetri in altezza e 12 in larghezza, ha foglie verde scuro e fiori azzurri nella tarda estate. Una caratteristica degna di nota di questa pianta è che il bocciolo del suo fiore si gonfia come un palloncino prima della sua completa apertura. 
I cinque petali sono raggruppati insieme a forma di campana, come la "parente" campanula. Ve ne sono varietà coltivate di color bianco, rosa e purpureo. In Corea i fiori bianchi sono più comuni. 

## Usi
In Corea la pianta è conosciuta come doraji (coreano 도라지) e la sua radice, fresca o seccata, è un popolare ingrediente nelle insalate della cucina coreana tradizionale. La campanula cinese (chiamata in cinese 桔梗) è anche utilizzata nella medicina tradizionale cinese.
In Italia,  è commercializzata principalmente come pianta ornamentale. Questa pianta con i suoi cultivar del gruppo Apoyama e Mariesii hanno ottenuto il Premio di Merito del Giardino della Royal Horticultural Society.

## Proprietà medicinali

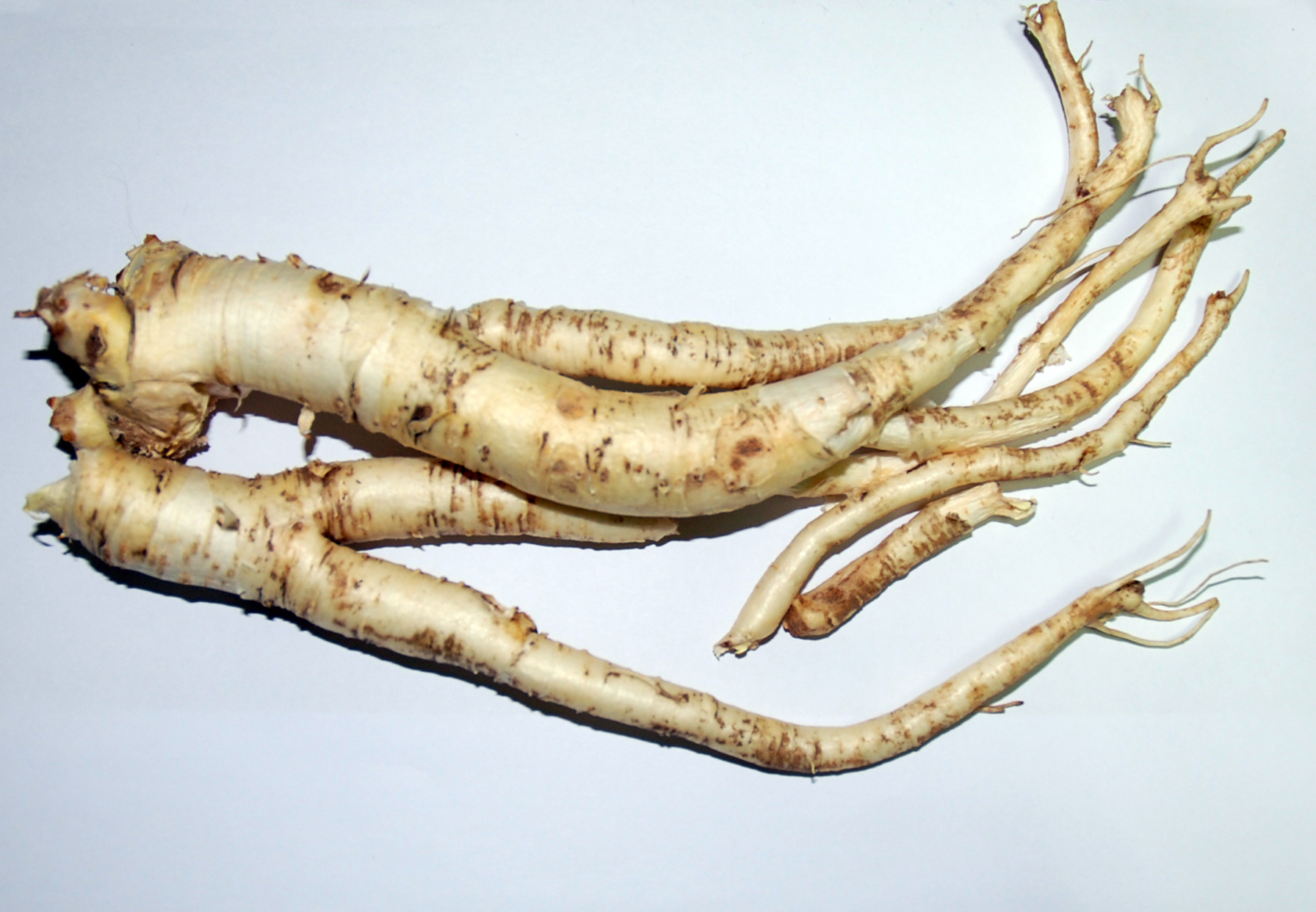
Una radice fresca di doraji

I composti estratti e purificati (saponine) dalle radici di Platycodon grandiflorum possono presentare proprietà neuroprotettive, antimicrobiche, antinfiammatorie, antitumorali, antillergiche, miglior resistenza all'insulina e proprietà riduttive del colesterolo. Le evidenze di questi effetti potenziali sono state principalmente osservate in vitro, ad eccezione degli effetti di abbassamento del colesterolo, che sono stati documentati sia in vitro con esperimenti sui topi.
La mancanza di efficacia e i limiti di sicurezza per l'utilizzo sull'uomo richiedono comunque ulteriori ricerche. In Corea le radici sono comunemente utilizzate nel trattamento terapeutico di bronchiti, asma, tubercolosi, diabete ed altre malattie infiammatorie. In Cina sono utilizzate come sedativo per la tosse e come espettorante per comuni raffreddori, tosse, mal di gola e tonsillite.

## Nella cultura di massa

### In Giappone
Il fiore è chiamato kikyō (桔梗) in Giapponese. Tradizionalmente è uno dei "sette fiori dell'autunno". Inoltre il "sigillo della campanula" è il cimiero Mon di alcuni clan.

"Kikyō"
"Toki Kikyō" è una variante usata, tra gli altri, dal Toki clan, dall'Akechi clan.
"Ōta Kikyō" è un'altra variante usata dal Ōta clan.
"Seimei Kikyō" è un pentagramma usato da Abe no Seimei come simbolo dell'Onmyoryo (Bureau di geomanzia taoista) associato con i Cinque elementi cinesi.

### In Corea
In Corea la campanula bianca (doraji) è cantata nelle canzoni popolari tradizionali Doraji.